# Faramea involucellata
Faramea involucellata är en måreväxtart som beskrevs av Johannes Müller Argoviensis. Faramea involucellata ingår i släktet Faramea och familjen måreväxter. Inga underarter finns listade i Catalogue of Life.